# Bitva o slanečky
Bitva o slanečky bylo důležité střetnutí stoleté války, které se odehrálo 12. února 1429 poblíž Rouvray-Sainte-Croix. 
Francouzi se tehdy pokusili podrýt obležení Orleansu útokem na velký zásobovací konvoj Angličanů, ovšem navzdory výrazné převaze neuspěli a byli obránci konvoje, kteří se včas uzavřeli do vozové hradby, s těžkými ztrátami odraženi.
Protože se blížila postní doba a konvoj přivážel spoustu solených ryb (rybí maso je z povinného půstu od masa vyjmuto), vešlo střetnutí ve známost jako bitva o slanečky.